# Mercedes-Benz O408
De Mercedes-Benz O408 was een lijn van streekbussen van het Duitse automobielconcern Daimler en is opgevolgd door de Integro. De bus was voorzien van een hoge vloer, waardoor deze minder goed toegankelijk was voor gehandicapten en mensen met kinderwagens. De O408 is een verdere ontwikkeling van de O407, die op zijn beurt de opvolger was van de O307.

## Nederland
In Nederland worden enkele bussen van dit type in de serie 2200 nog gebruikt bij "Connexxion Tours". Deze worden ingezet op treinvervangende diensten, en spitslijnen in Noord-Holland Noord en Almere. De serie 2300 reed vooral vanuit de stalling Ridderkerk. Als enige van dat type is de 2320 lange tijd nog blijven rijden. Na terzijde gesteld te hebben gestaan is een deel van de serie naar Almere Tours gegaan en deel naar Haarlem Tours.
Nadat VEONN & GADO overgenomen werden door Arriva gingen de meeste bussen mee over. Zo had Arriva een gevarieerd wagenpark, dit werd rond het jaar 1998 zo bijgewerkt dat de oudere bussen allemaal buiten dienst gingen en er allemaal nieuwe in dienst kwamen. De serie 4400 en 4700 werden afgevoerd naar Rusland, Polen en Portugal.
Eind 2008 zijn ook de overgebleven O408-bussen uit de serie 1100 en 1200 buiten dienst gesteld.
Van de serie 4700 en 4600 rijden er een aantal bij Tourbedrijven in de omgeving van Groningen en een aantal bij Arriva Touring zelf.

## Inzet
De O408 is nog in diverse landen in dienst, waaronder in Nederland.
| Bedrijf                 | Serie     | Aantal | Bouwjaren   | Aantal zit-/staanplaatsen | Opmerkingen | Afbeelding |
| ----------------------- | --------- | ------ | ----------- | ------------------------- | --- | ---------- |
| Arriva                  | 1117-1126 | 10     | 1995        | 49 / 31                   | Afkomstig van GADO |            |
| Arriva                  | 1258-1267 | 10     | 1996        | 49 / 31                   | Afkomstig van GADO |            |
| NoordNed/Arriva         | 4299      | 1      | 1992        | 49 / 31                   | Oorspronkelijk FRAM - aardgasbus |            |
| NoordNed/Arriva         | 4437-4482 | 46     | 1991        | 49 / 31                   | Afkomstig van FRAM, vanaf 1996 VEONN. De stoelen in deze bussen hadden aan de gangpadzijde geen leuningen. |            |
| Arriva                  | 4677-4679 | 3      | 1992        | 49 / 32                   | Oorspronkelijk GADO bioalcohol bussen |            |
| Arriva                  | 4680-4684 | 5      | 1992        | 49 / 32                   | Afkomstig van GADO |            |
| NoordNed/Arriva         | 4735-4736 | 2      | 1992        | 49 / 31                   | Afkomstig van FRAM, vanaf 1996 VEONN |            |
| NoordNed/Arriva         | 4753-4757 | 5      | 1993        | 49 / 31                   | Afkomstig van FRAM, vanaf 1996 VEONN |            |
| Arriva                  | 4771-4777 | 7      | 1993        | 49 / 31                   | Afkomstig van GADO. Na afvoer terechtgekomen bij Arriva Touring |            |
| Connexxion              | 1097-1116 | 20     | 1995        | 49 / 31                   | Afkomstig van Westnederland, later ZWN-Groep. Afgevoerd na verlies Concessie Hoeksche Waard / Goeree Overflakkee (eind 2007) |            |
| Connexxion              | 4737      | 1      | 1992        | 49 / 31                   | Afkomstig van Zuid-West-Nederland, later ZWN-Groep |            |
| Connexxion (Tours)      | 2272-2286 | 15     | 1998 / 1999 | 49 / 31                   | Afkomstig van ZWN-Groep. Ook na verlies Concessie HWGO afgevoerd naar Connexxion Tours, enkele naar Transdev Duitsland. |            |
| Connexxion (Tours)      | 2307-2321 | 15     | 1998 / 1999 |                           | Afkomstig van ZWN-Groep. Ook na verlies Concessie HWGO afgevoerd naar Connexxion Tours, enkele naar Transdev Duitsland. |            |
| Jojo Tours              | VS-94-BZ  | 1      | 1992        | 48 / 32                   | ex Arriva 4681 |            |
| Milot Reizen            | 100-105   | 6      | 1995        |                           | |            |
| Stadsvervoer Dordrecht  | 01-02     | 2      | 1988        |                           | na 2001 HTM Specials verder als 679-680 |            |
| Van Oeveren (Zierikzee) | 57        | 1      | 1995 / 1996 | 49 / 31                   | De meeste bussen van deze serie reden nog tot 2009. Van Oeveren reed hiermee lijndiensten ten behoeve van Zuid-West-Nederland, later ZWN-Groep, thans Connexxion. De bussen zijn in 2009 afgevoerd in verband met de lagevloerseis in concessie Schouwen-Duivenland en Tholen vanaf december 2009. De bussen 64-65 en 70-71 zijn afgevoerd. |            |
| Van Oeveren (Zierikzee) | 63-65     | 3      | 1995 / 1996 | 49 / 31                   | De meeste bussen van deze serie reden nog tot 2009. Van Oeveren reed hiermee lijndiensten ten behoeve van Zuid-West-Nederland, later ZWN-Groep, thans Connexxion. De bussen zijn in 2009 afgevoerd in verband met de lagevloerseis in concessie Schouwen-Duivenland en Tholen vanaf december 2009. De bussen 64-65 en 70-71 zijn afgevoerd. |            |
| Van Oeveren (Zierikzee) | 70-71     | 2      | 1995 / 1996 | 49 / 31                   | De meeste bussen van deze serie reden nog tot 2009. Van Oeveren reed hiermee lijndiensten ten behoeve van Zuid-West-Nederland, later ZWN-Groep, thans Connexxion. De bussen zijn in 2009 afgevoerd in verband met de lagevloerseis in concessie Schouwen-Duivenland en Tholen vanaf december 2009. De bussen 64-65 en 70-71 zijn afgevoerd. |            |

## O407
Van het oorspronkelijke  Mercedes-Benz O407, dat vooral in Duitsland actief is geweest, is slechts één exemplaar in Nederland terechtgekomen. Deze tweedehands uit Duitsland afkomstige bus reed bij Van Oeveren te Zierikzee, die hem heeft gekocht uit de failliete boedel van een touringcarbedrijf te Etten (Gld.) en hem in 2010 doorverkocht aan een Duits bedrijf.